# Heřmanský Dvůr

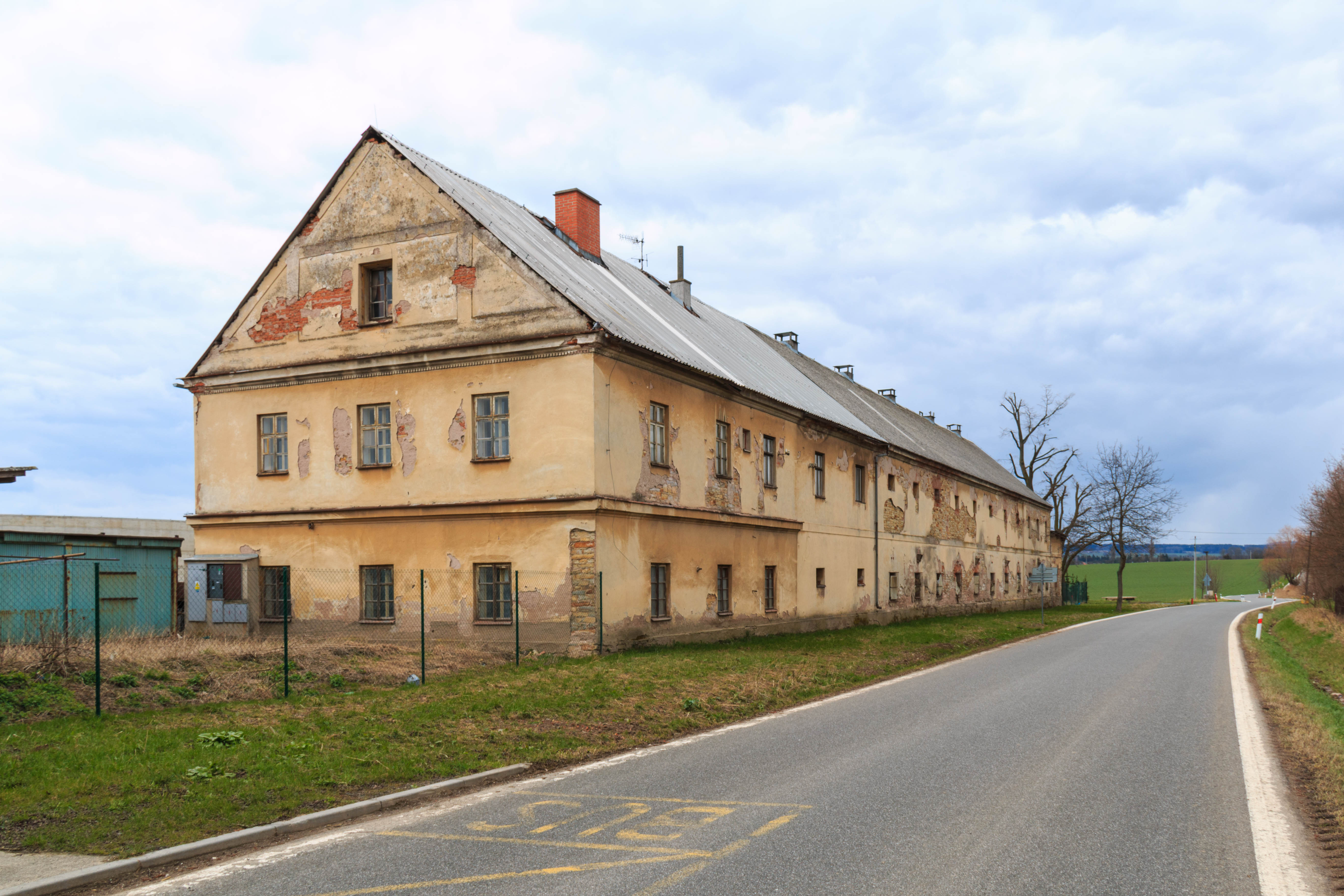
Heřmanský dvůr

Heřmanský Dvůr je hospodářský dvůr, nalézající se asi 600 m jihovýchodně od obce Vestec v okrese Náchod, cca 4 km severozápadně od města Česká Skalice.

## Historie
První písemná zmínka o zdejším hospodářském dvoře pochází z roku 1542, kdy se jednalo o původně poplužní dvůr panství Rýzmburk. Od roku 1600 byl dvůr součástí panství Náchod. V roce 1790 byl nazýván Slatina a byl uveden jako samostatná část náchodského panství. Od roku 1836 je součástí obce Vestec. V druhé polovině 20. století byl areál dvora využíván pro chov býků.

## Současnost
V současnosti je v areálu Heřmanského dvora vybudována bioplynová stanice Zemědělského družstva Dolany.